# Пермский говор
Пермский говор татарского языка (тат. Пермь сөйләше) — говор проживающих в Пермской крае татар.

## Описание
Говор распространён среди татар, проживающих в Бардымском, Берёзовском, Кунгурском, Куединском, Ординском, Осинском, Октябрьском, Пермском, Суксунском, Уинском, Чайковском, Чусовском и Чернушинском районах Пермской области, а также в городах Березники, Гремячинск, Губаха, Кизел, Пермь и Чайковский.
Как гласят исследователи, данный говор по ряду характеристик, связанных с фонетикой, относится к среднему диалекту. Однако имеется ряд особенностей, наличие которых сближает с восточным и мишарским диалектом. Старший научный сотрудник отдела ареальной лингвистики ИЯЛИ им. Г.Ибрагимова АН РТ Миннира Булатова рассмотрела некоторые из них:

### Особенности пермского говора
Употребление нелабиализованного гласного [а]. В пермском говоре сохраняется нелабиализованный (неогубленный) гласный [а].  
Например: тал — литературное: таол (‘ива’), сагыну — литер.: са°1ыну (‘тосковать’), сандык — литер.: саондык (‘сундук’), аш — литер.: аош (‘суп’). Употребление гласного также встречается и в касимовском, дубъязском и нукратском говорах среднего диалекта и западного (мишарского) диалекта татарского языка.
Переход дифтонга -ай/-эй в -ый/-ий. В местоимениях и наречиях дифтонг -ай/-эй переходит в -ый/-ий: шулый — литер.: шулай (‘так’), алый — алай (‘так’), болый — болай (‘так’), тегелий — тегелэй (‘так’), бушлый — бушлай (‘бесплатно’). Такое соответствие встречается и в нагорной группе говоров среднего диалекта, отличного от пермского тем, что там оно характерно и для прилагательных: бодый — бодай (‘пшеница’), чырый — чырай (‘лицо’).
Монофтонгизация дифтонга -ей в -у. В ряде слов дифтонг -ей превращается в -у: у — литер.: ей (‘дом’), укэртэ — ей кэртэсе (‘двор’), сулэшу — сейлэшY (‘разговаривать’). Эта черта сближает пермский говор с западным (мишарским) диалектом и сибирско-татарскими говорами.
Соответствие [э] ~ [и] . В закрытых слогах и после согласных [к], [ч], [ш] звук [э] говора заменяет литературный [и]: тегермин — литер.: тегермэн (‘мельница’), печин — печэн (‘трава’), кэрэк — кирэк (‘нужно’), шэкэр — шикэр (‘сахар’).
Соответствие [с] ~ [ч]. Для деепричастий характерно употребление [с] вместо литературного [ч]: эйткэс — литер.: эйткэч (‘сказав’), кургэс — кургэч (‘увидев’). Это сходно с другими говорами среднего диалекта, а также с чувашским и якутским языками.
В пермском говоре сохраняется древний тип изафета с притяжательным значением: утын чана — литер.: утын чанасы (‘сани-дровни’), каз ит — каз ите (‘гусиное мясо’). Такой изафет образует и сложные слова: алчеприк — литер.: ал чупрэге (‘передник’), кийездек — киез итек (‘валенки’).
Аффикс абстрактной принадлежности употребляется в полной форме: минецке — литер.: минеке (‘мой’). Например: Минецке хатын Ишимдан (‘Моя жена из Ишимово’).